# Nomenclatura unităților teritoriale pentru statistică din România
Codurile NUTS (Nomenclatura Unităților Teritoriale pentru Statistică) pentru România (RO) sunt ordonate pe trei niveluri:
| Nivel  | Subdiviziune       | #  |
| ------ | ------------------ | -- |
| NUTS 1 | Macroregiuni       | 4  |
| NUTS 2 | Regiuni            | 8  |
| NUTS 3 | Județe + București | 42 |

## Coduri NUTS
RO1	Macroregiunea unu
RO11	Nord-Vest
RO111	Județul Bihor
RO112	Județul Bistrița-Năsăud
RO113	Județul Cluj
RO114	Județul Maramureș
RO115	Județul Satu Mare
RO116	Județul Sălaj
RO12	Centru
RO121	Județul Alba
RO122	Județul Brașov
RO123	Județul Covasna
RO124	Județul Harghita
RO125	Județul Mureș
RO126	Județul Sibiu
RO2	Macroregiunea doi
RO21	Nord-Est
RO211	Județul Bacău
RO212	Județul Botoșani
RO213	Județul Iași
RO214	Județul Neamț
RO215	Județul Suceava
RO216	Județul Vaslui
RO22	Sud-Est
RO221	Județul Brăila
RO222	Județul Buzău
RO223	Județul Constanța
RO224	Județul Galați
RO225	Județul Tulcea
RO226	Județul Vrancea
RO3	Macroregiunea trei
RO31	Sud
RO311	Județul Argeș
RO312	Județul Călărași
RO313	Județul Dâmbovița
RO314	Județul Giurgiu
RO315	Județul Ialomița
RO316	Județul Prahova
RO317	Județul Teleorman
RO32	București-Ilfov
RO321	București
RO322	Județul Ilfov
RO4	Macroregiunea patru
RO41	Sud-Vest Oltenia
RO411	Județul Dolj
RO412	Județul Gorj
RO413	Județul Mehedinți
RO414	Județul Olt
RO415	Județul Vâlcea
RO42	Vest
RO421	Județul Arad
RO422	Județul Caraș-Severin
RO423	Județul Hunedoara
RO424	Județul Timiș

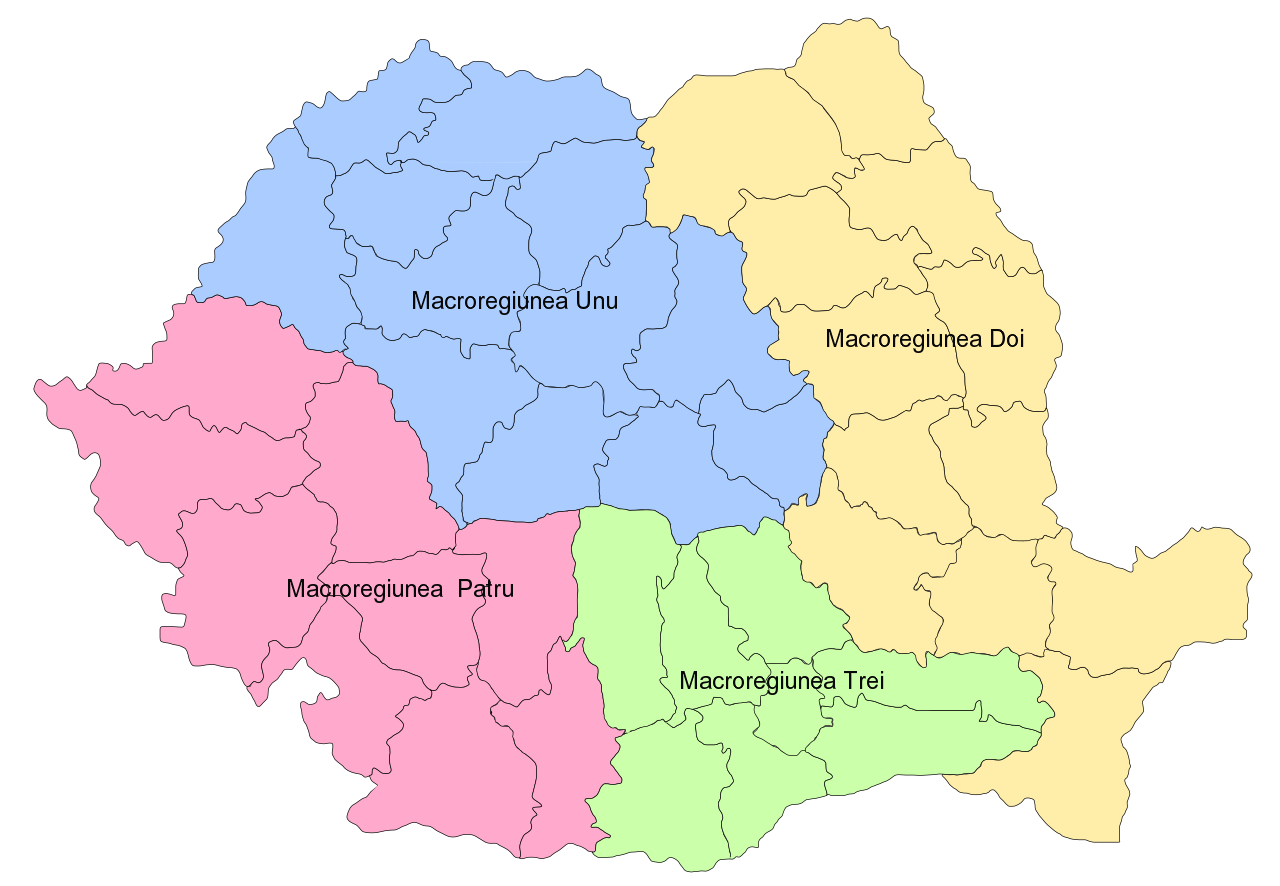
Regiunile NUTS 1 din Romania

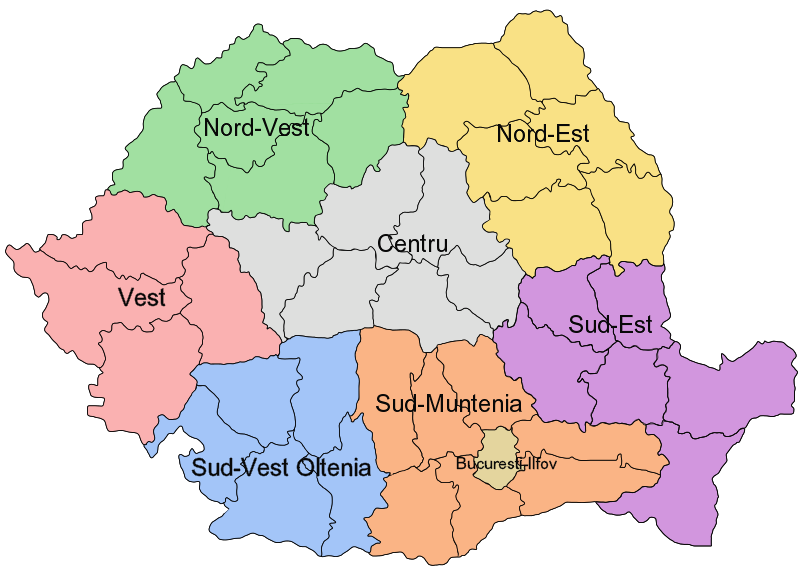
Regiunile NUTS 2 din Romania

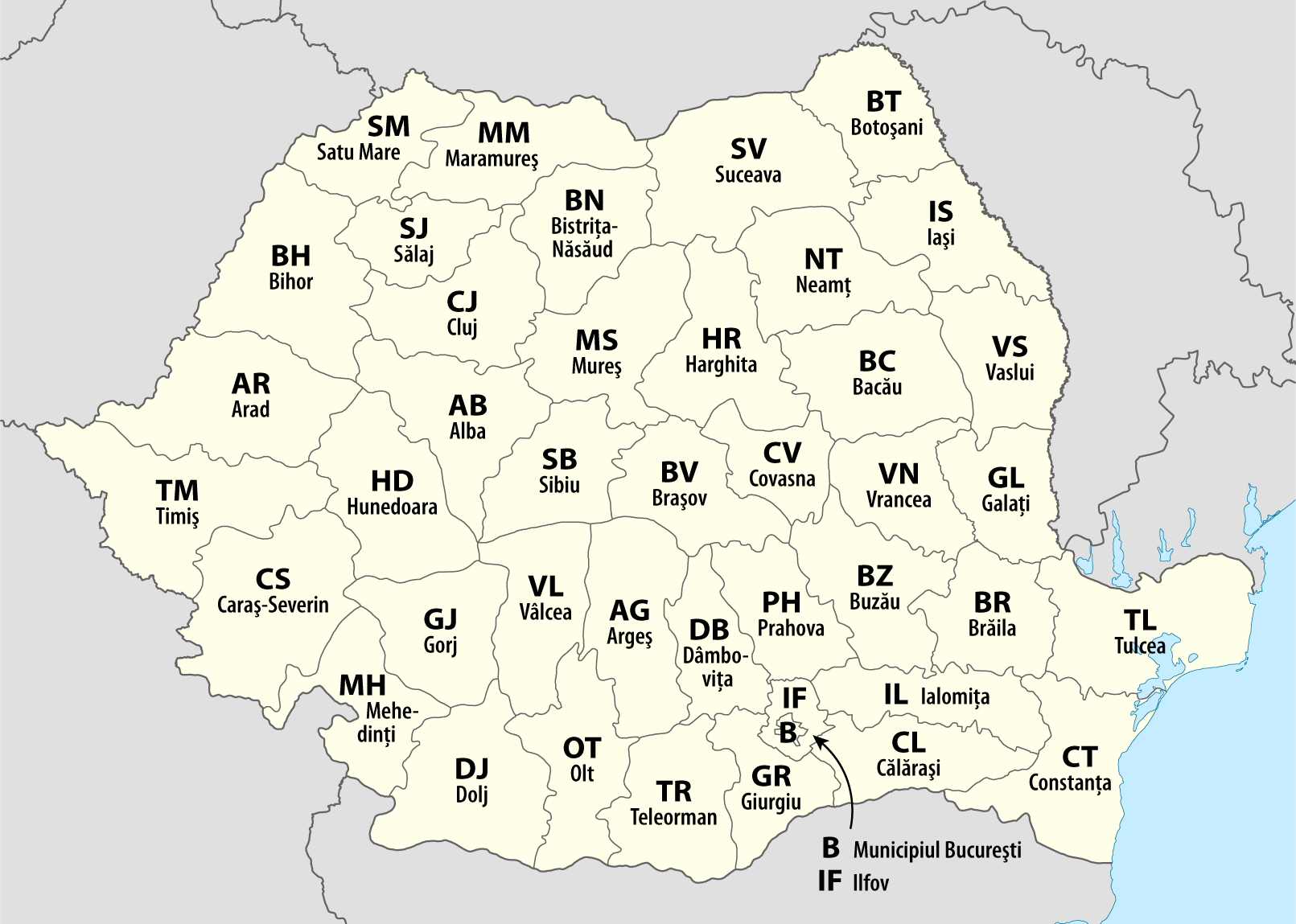
Regiunile NUTS 3 din Romania

În versiunea din 2003, codurile au fost următoarele:
RO0    România
RO01 Nord-Est
RO011 Județul Bacău
RO012 Județul Botoșani
RO013 Județul Iași
RO014 Județul Neamț
RO015 Județul Suceava
RO016 Județul Vaslui
RO02 Sud-Est
RO021 Județul Brăila
RO022 Județul Buzău
RO023 Județul Constanța
RO024 Județul Galați
RO025 Județul Tulcea
RO026 Județul Vrancea
RO03 Sud
RO031 Județul Argeș
RO032 Județul Călărași
RO033 Județul Dâmbovița
RO034 Județul Giurgiu
RO035 Județul Ialomița
RO036 Județul Prahova
RO037 Județul Teleorman
RO04 Sud-Vest Oltenia
RO041 Județul Dolj
RO042 Județul Gorj
RO043 Județul Mehedinți
RO044 Județul Olt
RO045 Județul Vâlcea
RO05 Vest
RO051 Județul Arad
RO052 Județul Caraș-Severin
RO053 Județul Hunedoara
RO054 Județul Timiș
RO06 Nord-Vest
RO061 Județul Bihor
RO062 Județul Bistrița-Năsăud
RO063 Județul Cluj
RO064 Județul Maramureș
RO065 Județul Satu Mare
RO066 Județul Sălaj
RO07 Centru
RO071 Județul Alba
RO072 Județul Brașov
RO073 Județul Covasna
RO074 Județul Harghita
RO075 Județul Mureș
RO08 București-Ilfov
RO081 București
RO082 Județul Ilfov

## Unități administrative locale
Sub nivelurile NUTS, cele două nivele UAL (unități administrative locale) sunt:
| Level | Subdiviziuni               | #    |
| ----- | -------------------------- | ---- |
| UAL 1 | — (la fel ca NUTS 3)       | 42   |
| UAL 2 | Municipii + Orașe + Comune | 3174 |

## Vezi și
- Organizarea administrativ-teritorială a României
- ISO 3166-2:RO

## Legături externe
- en Listă ierarhică din Nomenclatorul unităților teritoriale de statistică - NUTS și regiunile statistice ale Europei
- en Lista codurilor NUTS curente Arhivat în 27 februarie 2012, la Wayback Machine.
  - en Descarcă codurile NUTS curente (format ODS) Arhivat în 16 iulie 2015, la Wayback Machine.
- en Județe din România, Statoids.com